# Preone

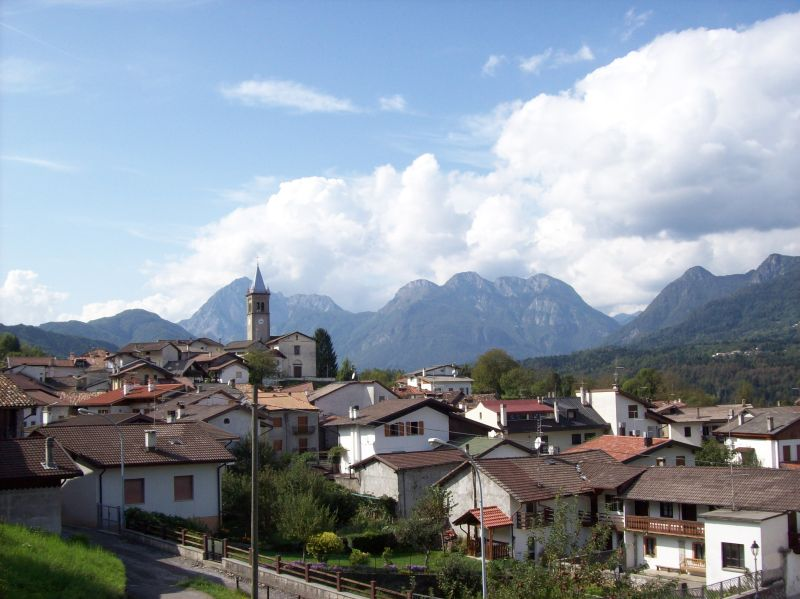
Panorama von Preone

Preone (furlanisch Preon) ist eine Gemeinde (comune) in der Region Friaul-Julisch Venetien im Nordosten Italiens und hat 249 Einwohner (Stand 31. Dezember 2023). Die Gemeinde liegt etwa 46,5 Kilometer nordnordwestlich von Udine am Tagliamento in Karnien und gehört zur Comunità Montana della Carnia.